# Ca l'Avi (Subirats)
Ca l'Avi és un nucli de població del municipi de Subirats (Alt Penedès). Està situat a l'oest del terme, a tocar del Pla del Penedès, a ponent de Can Bas, a 197 m d’altitud. Dista 6 km de Sant Pau d’Ordal. El nucli es va formar durant el segle XIX, quan s'estengué el cultiu intensiu de la vinya. Té una població de 102 habitants (2023).
La Festa Major es celebra el 4 d'octubre, amb cercavila amb la participació de les colles gegants de Can Batista i Gegantons de Ca l'Avi. Durant la Festa Major del 2011 es va recuperar el Ball de les Garlandes, també anomenat Ball Pla, que al municipi de Subirats s'havia ballat a l'Aplec de la Font Santa de Subirats i a Lavern, on es va ballar per última vegada el 1934, essent l'última ballada que es va fer al Penedès. La peculiaritat d’aquest ball és que es balla amb una garlanda a la mà de les balladores, que representa un obsequi que el ballador fa a la seva parella i pretén recordar l'esperit que tenia la dansa quan es ballava al Castell de Subirats. Tant la dansa com la forma de les garlandes eren especialment diferents a les de rodalies. Les garlandes venien a ser com un tortell quadrat travessat per una creu de la mateixa pasta i amb un crostonet a cada angle.
La Festa major d'hivern es celebra al gener, el diumenge més proper a Sant Sebastià, amb missa en honor a Sant Sebastià, dinar popular i ball. L'organitza el Centre Cultural i Recreatiu de Ca l'Avi, amb la col·laboració de l'Ajuntament de Subirats